# Perafort (ort)
Perafort är en ort i Spanien.   Den ligger i provinsen Província de Tarragona och regionen Katalonien, i den östra delen av landet, 400 km öster om huvudstaden Madrid. Perafort ligger 125 meter över havet och antalet invånare är 777.
Terrängen runt Perafort är lite kuperad, och sluttar söderut. Runt Perafort är det mycket tätbefolkat, med 1 056 invånare per kvadratkilometer. Närmaste större samhälle är Tarragonès, 8,3 km söder om Perafort. 